# RSA-3

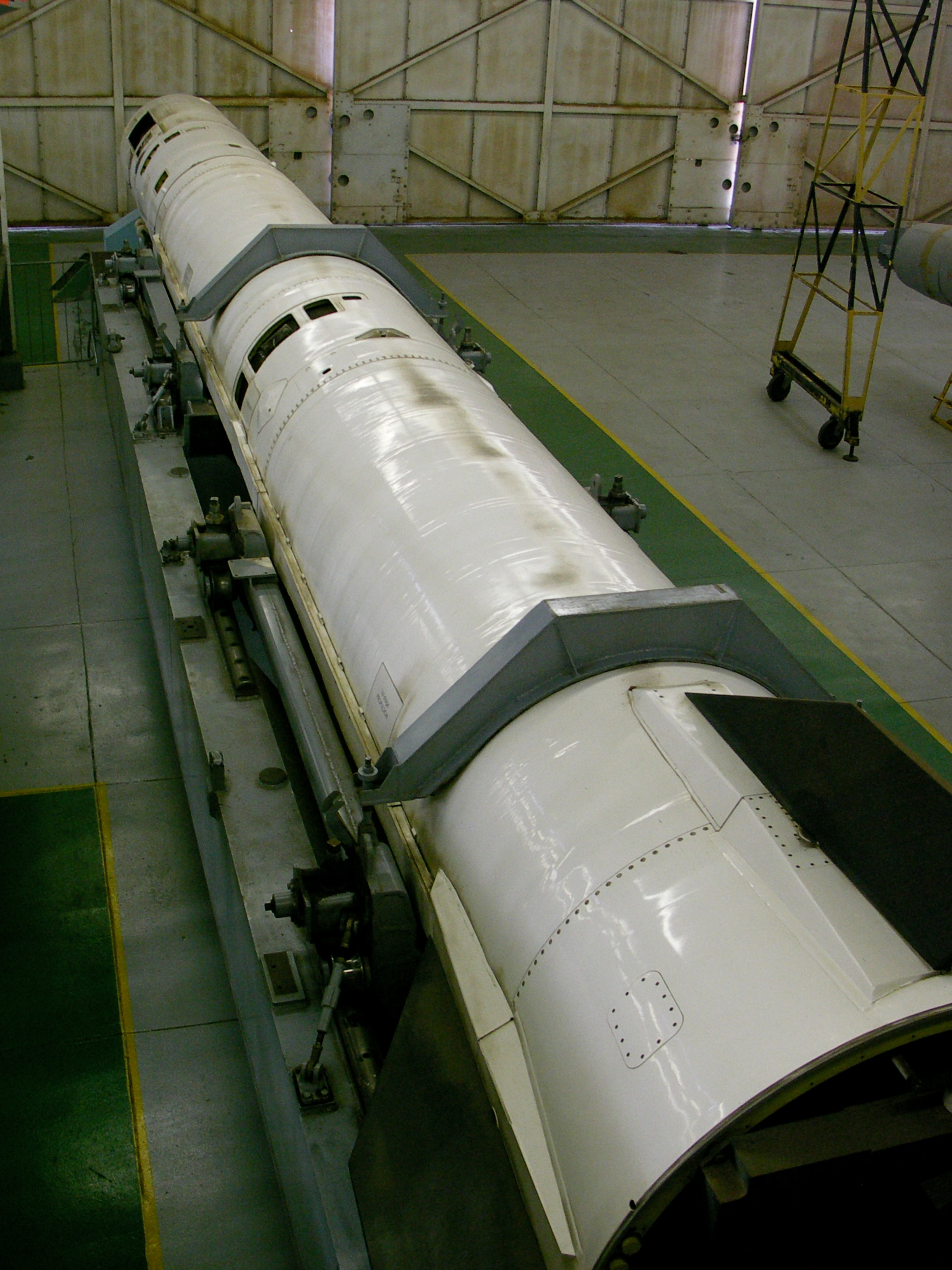
Die RSA-3

Die RSA-3 ist eine Trägerrakete, die in Südafrika entwickelt wurde. Die Entwicklung fand während der 1970er- und 1980er-Jahre in Zeiten weltweiter Isolation des Landes statt.
Die Rakete RSA-3 wurde mit israelischer Unterstützung fertiggestellt, so dass einige Quellen davon ausgehen, dass die israelische Shavit der RSA-3 ähnelt. Im Gegensatz zur RSA-3 sind aber die technischen Daten der Shavit bekannt. Die RSA-3 war sowohl als Trägerrakete als auch Interkontinentalrakete (ICBM) gedacht. Als ICBM läge die Nutzlast bei 340–400 Kilogramm, je nach Zielentfernung.
Mit dem politischen Wechsel in Südafrika wurde die Entwicklung der RSA-3 eingestellt, da sie kommerziell nicht konkurrenzfähig gewesen wäre und mit Ende der Apartheid fiel auch die politische Isolation weg. Neben der RSA-3 war auch eine größere Version die RSA-4 in der Entwicklung. Bei ihr kam der Stopp schon in der Planungsphase. 